# Baleno

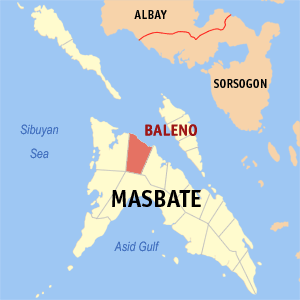
Bản đồ Masbate với vị trí của Baleno

Baleno là một đô thị hạng 4 ở tỉnh Masbate, Philippines. Theo điều tra dân số năm 2000 của Philipin, đô thị này có dân số 19.897 người trong 3.612 hộ.

## Các đơn vị hành chính
Baleno được chia ra 24 barangay.
| - Baao - Banase - Batuila - Cagara - Cagpandan - Cancahorao - Canjunday - Docol - Eastern Capsay - Gabi - Gangao - Lagta | - Lahong Proper - Lahong Interior - Lipata - Madangcalan - Magdalena - Manoboc - Obongon Diot - Poblacion - Polot - Potoson - Sog-Ong - Tinapian |